# Patricia Guerra
Patricia Guerra Cabrera (Las Palmas de Gran Canaria, 21 luglio 1965) è un'ex velista spagnola.

## Palmarès
- Giochi olimpici

Barcellona 1992: oro nella classe 470.